# Roland Pfeifer
Roland Pfeifer (* 6. Mai 1964 in Feldkirch) ist ein ehemaliger österreichischer Skirennläufer und heutiger Alpinskitrainer. Er startete in den 1980er-Jahren im Weltcup, wo ein fünfter Platz sein bestes Ergebnis war, sowie im Europacup, wo er drei Rennen gewann. Ab 1988 nahm er erfolgreich an Profirennen in Nordamerika teil. Pfeifer beendete 1997 seine aktive Karriere und wurde Trainer. Nach elf Jahren im Vorarlberger Skiverband ist er seit 2011 Techniktrainer der US-Damen.

## Biografie
Pfeifer begann im Alter von fünf Jahren mit dem Skilauf. Nach mehreren Jahren in den Nachwuchskadern des Vorarlberger Skiverbandes wurde er 1981 in den Kader des Österreichischen Skiverbandes (ÖSV) aufgenommen. Im Jänner 1982 debütierte er in Wengen im Weltcup, kam vorerst aber nur zu wenigen Weltcupeinsätzen und gewann dabei noch keine Punkte. Größere Erfolge konnte er zunächst im Europacup vorweisen. In der Saison 1983/84 erreichte er mit zwei Slalomsiegen in Tarvis und Kopaonik den dritten Platz in der Slalom-Disziplinenwertung und in der Saison 1984/85 wurde er mit insgesamt fünf zweiten und dritten Plätzen in den Disziplinen Slalom, Riesenslalom, Super-G und Kombination Dritter in der Gesamtwertung. Bei den Österreichischen Meisterschaften stand er erstmals 1985 als Zweiter der Kombinationswertung auf dem Podest. Zwei dritte Plätze im Slalom folgten 1986 und 1988.
Ab der Saison 1985/86 konnte Pfeifer auch im Weltcup punkten. Erstmals in die Punkteränge fuhr er am 20. Dezember 1985 mit Platz 12 im Riesenslalom von Kranjska Gora. Zum zweiten Mal punktete er einen Monat später als 14. des Slaloms von Parpan. Nachdem er im folgenden Winter nur einmal als 13. des Slalom von Kitzbühel gepunktet hatte, erreichte er zu Beginn der Saison 1987/88 mit dem fünften Platz im Slalom von Sestriere sein bestes Weltcupergebnis. Ein weiteres Mal konnte er im Dezember 1987 mit Platz 14 im Slalom von Kranjska Gora punkten. Im selben Monat kam ein vierter Platz im Parallelslalom von Bormio hinzu, welcher aber nicht zum Gesamt- oder einem Disziplinenweltcup, sondern nur zum Nationencup zählte. Pfeifer verlor nach diesem Winter seinen Platz im A-Kader des ÖSV, worauf er seine Karriere bei den Amateuren beendete und zu den Profis nach Nordamerika wechselte. Bei den Profirennen erzielte Pfeifer zahlreiche Erfolge. Er gewann bis 1997 insgesamt 14 Rennen, wurde 1990 Weltmeister im Super-G und Gesamtsieger der U.S. Pro-Ski Tour und 1992 sowie 1994 Weltmeister im Slalom.
Nach seiner Profikarriere begann Pfeifer 1997 als Trainer zu arbeiten. Insgesamt war er elf Jahre im Vorarlberger Skiverband – zuletzt als Cheftrainer sowie Landestrainer beim Sportservice Vorarlberg – tätig, ehe er 2011 zum US-amerikanischen Skiverband wechselte und dort seit der Saison 2011/2012 die Weltcup-Technikgruppe der Damen leitet.

## Erfolge

### Weltcup
- Ein fünfter Rang und weitere vier Top-15-Platzierungen

### Europacup
- Saison 1983/84: 3. Slalomwertung
- Saison 1984/85: 3. Gesamtwertung
- 9 Podestplätze, davon 3 Siege:

| Saison  | Ort      | Land        | Disziplin |
| ------- | -------- | ----------- | --------- |
| 1983/84 | Tarvis   | Italien     | Slalom    |
| 1983/84 | Kopaonik | Jugoslawien | Slalom    |
| 1987/88 | Auron    | Frankreich  | Slalom    |

### Profirennen
- Weltmeister im Super-G 1990
- Weltmeister im Slalom 1992 und 1994
- Gesamtsieger der U.S. Pro-Ski Tour 1990